# پارک‌های ملی بریتانیا

در بریتانیا ۱۴ منطقه به عنوان پارک ملی تعیین شده‌است. علاوه بر این، برودها اکنون دارای «وضعیت معادل» هستند

پارک‌های ملی بریتانیا (ویلزی: parciau cenedlaethol)، مناطقی با مناظر نسبتاً توسعه نیافته (کمتر دست خورده) و دارای مناظر و چشم‌اندازهایی هستند. بر خلاف نامی که دارند، آنها کاملاً با پارک‌های ملی در بسیاری از کشورهای دیگر متفاوت هستند. آنها در مالکیت و مدیریت دولت‌ها نیستند به عنوان منابع جامعه (اموال عمومی) حفاظت نشده‌اند. در انگلستان، منطقه‌ای که به عنوان پارک ملی تعیین می‌شود ممکن است شامل سکونتگاه‌های قابل توجه و کاربری‌های زمینی انسانی باشد که اغلب بخش جدایی ناپذیر منظره هستند. زمین در پارک‌های ملی عمدتاً در مالکیت خصوصی باقی می‌ماند؛ بنابراین، این پارک‌ها بر اساس استاندارد بین‌المللی پذیرفته‌شدهٔ IUCN واقعاً «پارک‌های ملی» نیستند، اما مناطقی با چشم‌انداز برجسته هستند که در آن‌ها سکونت و فعالیت‌های تجاری محدود شده‌است.
در بریتانیا چهارده پارک ملی و فضایی دیگر (Broads برودها) با «وضعیت معادل» آن وجود دارد. ده پارک ملی در انگلستان، سه در ویلز و دو در اسکاتلند قرار دارد.
سالانه حدود ۱۱۰ میلیون نفر از پارک‌های ملی انگلستان و ولز بازدید می‌کنند. تفریح و گردشگری بازدیدکنندگان و منابع مالی درآمدی را به پارک‌ها می‌آورد تا تلاش‌های حفاظتی آنها را پشتیبانی کنند و از مردم محلی از طریق مشاغل و مشاغل حمایت کنند. با این حال، این بازدیدکنندگان مشکلاتی مانند فرسایش و ازدحام ترافیک و درگیری بر سر استفاده از منابع پارک‌ها را نیز به همراه دارند.
دسترسی به زمین‌های زیر کشت محدود به حقوق عمومی عبور و مرور و از مسیرهای مجاز است. (طبق قانون روستایی و حقوق راه ۲۰۰۰، حق دسترسی پیاده‌روها به بیشتر مناطق؛ نه همهٔ مناطق غیر کشت‌نشده، در انگلستان و ولز وجود دارد) 